# 阿氏镰猛蚁
阿氏镰猛蚁（Harpegnathos alperti）是在印度马拉雅发现的物种。该物种的第一个标本是在菲律宾采集的，并于2016年进行了描述。

## 历史和分类

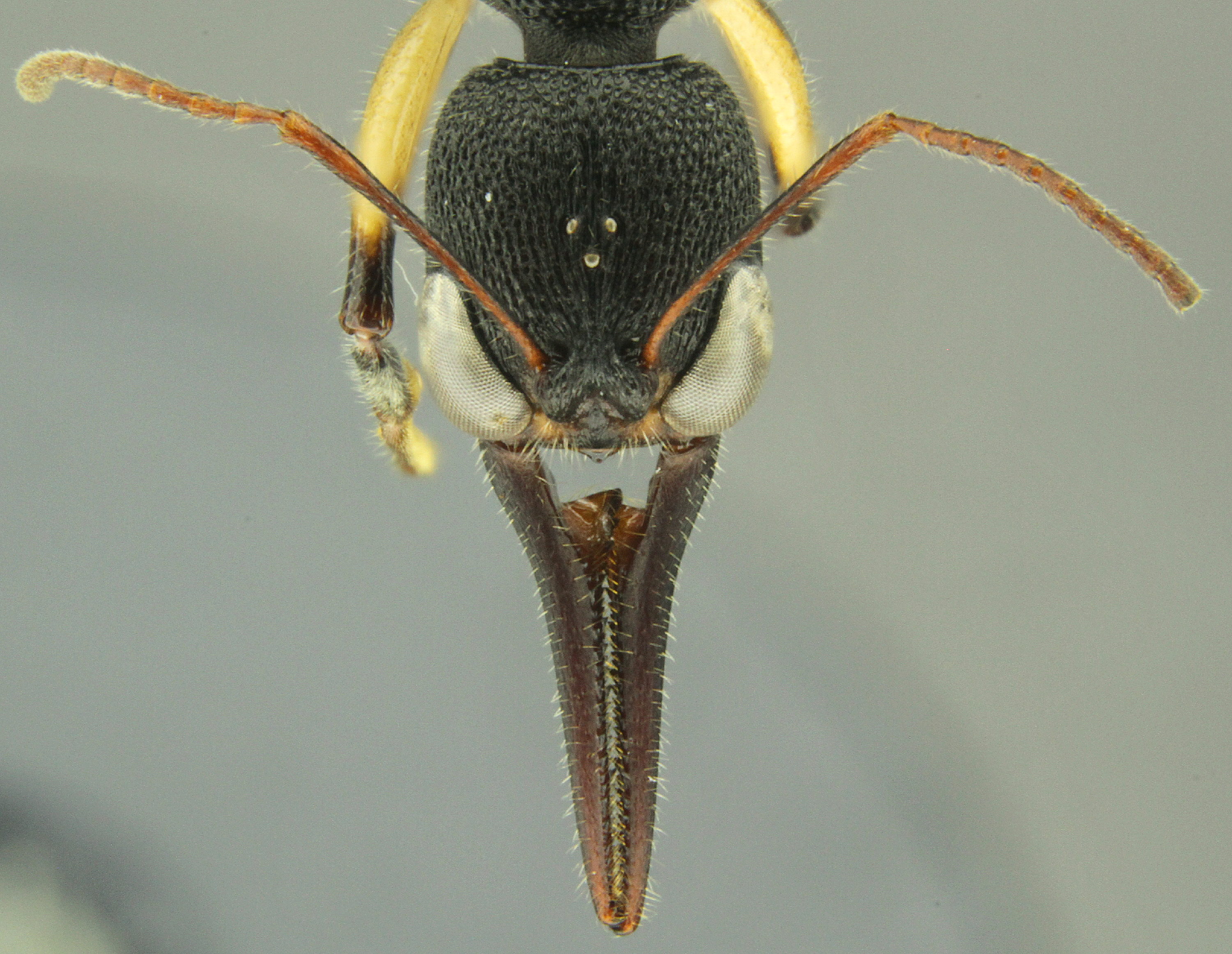
工蚁头部特写

马奇岭山模式标本于2003年从位于伊萨罗格山的Panicuason村采集，现在位于菲律宾吕宋岛那牙市以东，距旧时的采集点约18 km（18,000米）。菲律宾大学的蚁学家David Emmanuel M. General在2016年发表的Halteres论文中正式描述了这只工蚁。该正模标本被存放在菲律宾国家博物馆，编号为#PNM13015，并被存放在Antweb.org数据库中，编号为#ANTWEB1008901。General为纪念昆虫学家加里·阿尔伯特（Gary Alpert）而创造了这个种加词并作为父名，因为阿尔伯特是General的导师和朋友。
总体而言，该物种在颜色上与猎镰猛蚁（Harpegnathos venator chapmani）相似，但外骨骼纹理与猎镰猛蚁横纹亚种（Harpegnathos venator rugosus）更相似。然而，由于无法在美国自然历史博物馆、伦敦自然历史博物馆、比较动物学博物馆或史密森尼学会的收藏中找到猎镰猛蚁查氏亚种（H. v. chapmani）的模式标本，因此无法对这两个分类单元进行比较。 查氏亚种的正模标本工蚁是从马奇岭山采集的，General指出需要进行更广泛的采集，以收集吕宋岛的镰猛蚁标本，并阐明该属在岛上的自然生物学。

## 描述
体长19.45 mm（0.766英寸），全身呈黑色，腿部呈黄棕色，上颚和触角则是深棕色。 头宽2.55 mm（0.100英寸）， 2.81 mm（0.111英寸）长，后缘平直，复眼位于两侧中点稍后方。头部表面有皱纹纹理，形成网状及点状图案。触角基部被头的额叶覆盖。每根触角都有直立至近直立的毛，稀疏地散布在延伸到后缘之外的柄节。颌比头长，为3.54 mm（0.139英寸）。 从侧面看，胸部呈细长的圆柱形轮廓，前脚与中后脚之间有空隙。结节两侧及上表面有粗糙的点状花纹。第一腹节和第二腹节具有精细的点状结构，其上覆盖着更大更粗的点状结构，腹板尖端具有功能性螫针。

## 生态
该正模标本是在一片印度紫檀种植园进行昆虫常规采集过程中捕获的，该种植园的林下植被为馬尼拉麻蕉。 该种植园位于海拔500—550米（1,640—1,800英尺）海拔高度。